# Distrito de Bad Dürkheim
El distrito de Bad Dürkheim es un distrito del estado de Renania-Palatinado, Alemania. Tiene una población estimada, a fines de 2021, de 133 206 habitantes.

## Historia
La parte este del Bosque del Palatinado fueron densamente poblados luego de los tiempos medievales. muchos castillos en la región muestran lo significante de la región durante el Sacro Imperio Romano.
El distrito fue establecido en 1969 combinando los viejos distritos de Neustadt y Frankenthal.

## Geografía
El distrito está ubicado al este del Bosque del Palatinado (Pfälzer Wald), llamado el Haardt. El Deutsche Weinstraße ("El camino de los vinos alemanes"), un camino que circula alrededor de los mejores viñedos de Alemania Región de vinos del Palatinado, recorre el distrito de norte a sur. el distrito es a veces llamado "El corazón del palatinado".
La mejor área para el cultivo de viñedos es el Mittelhaardt ("Medio Haardt"), donde el vino Riesling es cultivatdo, que es considerado uno de los mejores vinos alemanes.

## Escudo
El escudo muestra:

- El león heráldico del Palatinado
- Uvas simbolizando el camino de los vinos y los viñedos
- El águila heráldica del antiguo estado de Leiningen

## Pueblos y municipios
| Verband-Pueblos Libres       | Verband-Municipios Libres |
| ---------------------------- | ------------------------- |
| 1. Bad Dürkheim 2. Grünstadt | 1. Haßloch                |

| Verbandsgemeinden | Verbandsgemeinden | Verbandsgemeinden |
| --- | --- | --- |
| - 1. Verbandsgemeinde Deidesheim 1. Deidesheim1, 2 2. Forst an der Weinstraße 3. Meckenheim 4. Niederkirchen bei Deidesheim 5. Ruppertsberg - 2. Verbandsgemeinde Freinsheim 1. Bobenheim am Berg 2. Dackenheim 3. Erpolzheim 4. Freinsheim1, 2 5. Herxheim am Berg 6. Kallstadt 7. Weisenheim am Berg 8. Weisenheim am Sand | - 3. Verbandsgemeinde Grünstadt-Land [seat: Grünstadt] 1. Battenberg 2. Bissersheim 3. Bockenheim an der Weinstraße 4. Dirmstein 5. Ebertsheim 6. Gerolsheim 7. Großkarlbach 8. Kindenheim 9. Kirchheim an der Weinstraße 10. Kleinkarlbach 11. Laumersheim 12. Mertesheim 13. Neuleiningen 14. Obersülzen 15. Obrigheim 16. Quirnheim | - 4. Verbandsgemeinde Hettenleidelheim 1. Altleiningen 2. Carlsberg 3. Hettenleidelheim1 4. Tiefenthal 5. Wattenheim - 5. Verbandsgemeinde Lambrecht 1. Elmstein 2. Esthal 3. Frankeneck 4. Lambrecht1, 2 5. Lindenberg 6. Neidenfels 7. Weidenthal - 6. Verbandsgemeinde Wachenheim 1. Ellerstadt 2. Friedelsheim 3. Gönnheim 4. Wachenheim1, 2 |
| 1Gobierno; 2Pueblo | | |